# Monteleone d’Orvieto
Monteleone d’Orvieto – miejscowość i gmina we Włoszech, w regionie Umbria, w prowincji Terni.
W 2004 roku gminę zamieszkiwało 1625 osób (70,7 os./km²).